# Павильон № 67 «Карелия» на ВДНХ
Павильон «Каре́лия» — здание, построенное в 1954 году как павильон «Карело-Финская ССР» для экспозиции достижений КФССР на Всесоюзной сельскохозяйственной выставке (ныне — Выставка Достижений Народного Хозяйства).

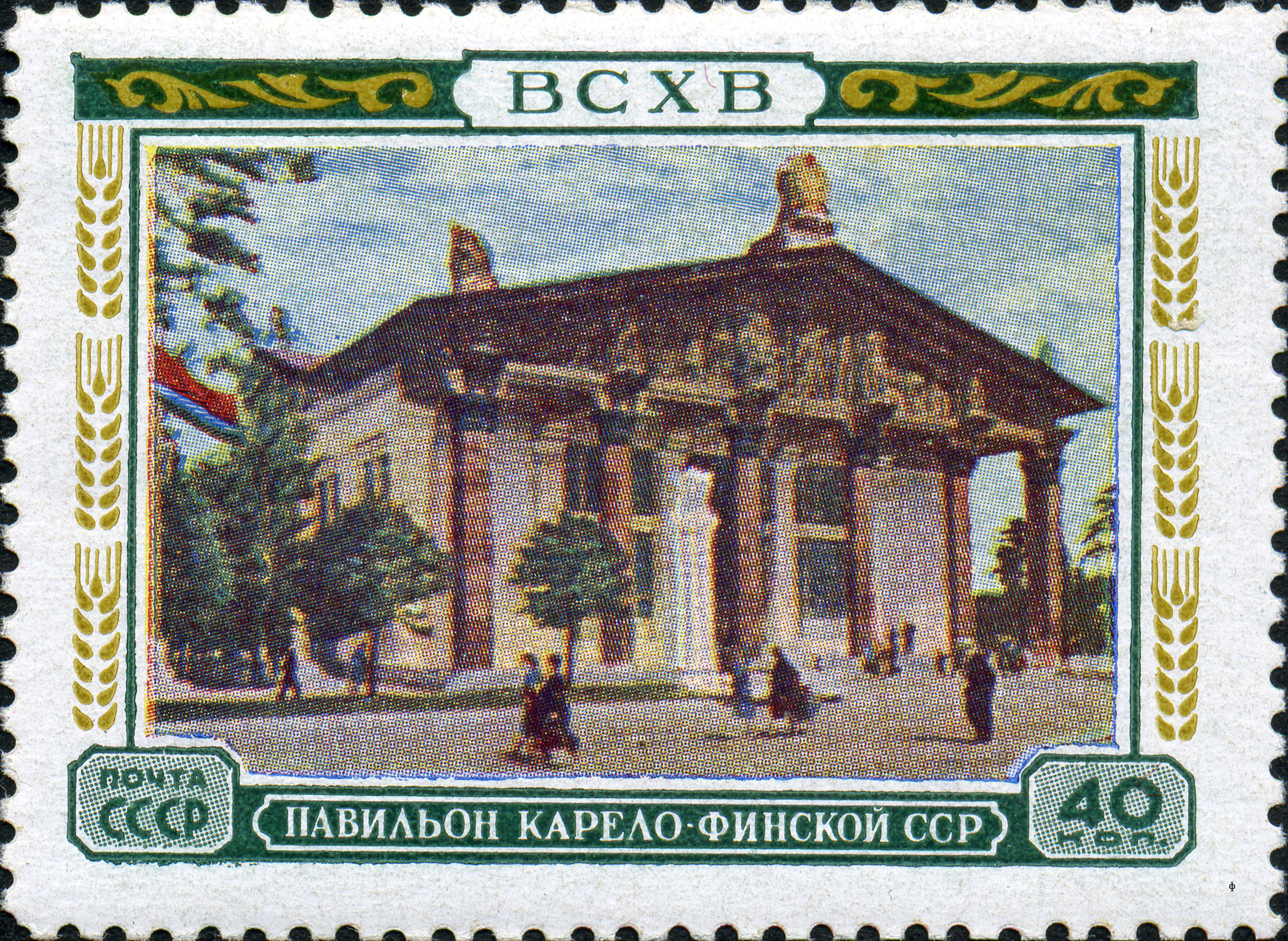
Почтовая марка СССР, 1955 год

## История
В начале 1950 года победителем всесоюзного архитектурного конкурса павильона «Карело-Финская ССР» стал проект, разработанный молодым архитектором из Петрозаводска Фаридом Рехмуковым, при участии архитектора А. И. Резниченко. Павильон представляет собой прямоугольное в плане двухэтажное здание с 6-колонным портиком на главном фасаде. Архитектурный облик павильона решён в стиле традиционной карельской избы. Высота фасадной части до конька фронтона 17 м, высота колонн 10 м, общая площадь здания 470 м², объём 10500 м³. Колонны облицованы гранитом и шокшинским малиновым кварцитом с медными капителями. Скульптурные группы деревянного резного фронтона (скульптор Лев Кардашов) символизируют главные отрасли экономики республики — лесную промышленность, земледелие, животноводство и рыболовство. Фронтон венчает щит, на котором размещался позолоченный бронзовый герб Карело-Финской ССР (скульптор Б. А. Орлов), заменённый на герб РСФСР в 1957 году в связи с упразднением КФССР. Средние пролёты лицевого фасада остеклены, главный вход представляет собой резные деревянные двери и портал с изображениями на них фигурок птиц и белок в орнаменте из еловых ветвей (скульптор Н. И. Чижов).
Внутреннее оформление интерьеров четырёх залов павильона отражало самобытный образ и национальные особенности Карелии (главный художник Н.М Полосков). Центральный зал павильона украшала деревянная скульптура «Рунопевец» работы Сергея Конёнкова (в настоящее время находится в музее изобразительных искусств Республики Карелия) и панно «Советская Карелия» работы художника Василия Мешкова.
Первоначально в павильоне размещалась экспозиция, посвящённая хозяйству Карело-Финской ССР, где через фотографии, карты, стенды и образцы товаров демонстрировались её достижения в различных отраслях — сельском хозяйстве и пушном звероводстве, а также в промышленности — рыбной, лесной, деревообрабатывающей и бумагоделательной, а также таким предприятиям, как Онежский тракторный завод и новый на тот момент Надвоицкий алюминиевый завод. В 1956—1957 годах, в соответствии с переименованием республики, экспозиция носила название «Карельская АССР», а затем тематика павильона была изменена. Материалы, посвящённые Карелии, были перемещены в павильон «Ленинград и Северо-Запад РСФСР», а в 67-м павильоне разместилась экспозиция «Наука». В ней демонстрировались основные достижения Советского Союза в области науки и техники. Отдельное внимание уделялось космонавтике. В частности, был выставлен макет в натуральную величину первого искусственного спутника Земли, считавшийся одним из наиболее ярких экспонатов всей выставки. Также демонстрировались такие экспонаты, как солнечная батарея, счётчик космических частиц, герметическая кабина для подопытных животных. С 1959 по 1964 год в павильоне находилась экспозиция «Культура и быт народов РСФСР», где выставлялись произведения живописи и декоративно-прикладного искусства разных регионов РСФСР. С 1964 по 1966 павильон занимала экспозиция «Целлюлозно-бумажная промышленность и лесохимическая промышленность», рассказывавшая об истории развития и новейших достижениях в этой отрасли. С 1967 года в павильоне разместилась экспозиция «Советская печать», где демонстрировалась печатная техника (буквоотливные машины, полиграфическое оборудование и т. д.), а также образцы продукции различных печатных издательств Советского Союза: уже в первый год существования экспозиции на ней было выставлено 6 тысяч образцов на всех языках страны. В настоящее время павильон «Карелия» используется как выставочно-демонстрационная площадка для проведения различных выставок. К примеру, в 2015 году во время новогодних праздников в павильоне действовал «Дом Деда Мороза», летом того же года проводилась выставка велосипедов, а в октябре 2015 года — выставка выпускников Московского государственного академического художественного училища памяти 1905 года. В 2017 году в павильоне проводилась выставка американского художника Дэниела Аршама «Архитектура в движении».